# Mouvement de résistance Piotr Alekseïev
 (mars 2024).
Mouvement de résistance Piotr Alekseïev (DSPA) – était une organisation politique de gauche socialiste en Russie, créée en 2004 sur l’initiative d’un journaliste et militant politique de Saint-Pétersbourg, Dmitri Jvaniya. Le mouvement avait des cellules dans différentes villes, mais le groupe principal était à Saint-Pétersbourg. L’organisation était nommée en l'honneur de Piotr Alekseïev – un ouvrier révolutionnaire. Le mouvement se dissout en 2012.

## Idéologie, buts et  objectives
DSPA dénonce la logique du développement économique et social par le capitalisme moderne qui, selon DSPA, mène au renforcement de l’exploitation des couches pauvres de la population, à la croissance de l’inégalité sociale, à la répression de la liberté humaine et au rapprochement d’une catastrophe écologique. Comme alternative à  une telle voie, DSPA propose une société basée sur le principe de l’économie planifiée socialiste et d’utilisation rationnelle des ressources, avec le développement obligatoire des collectivités locales ouvrières et civiles. 
DSPA s'en tient à la pratique de l'action directe non-violente, de l’agitation socialiste “ici et maintenant” à l’aide des moyens disponibles. Un des points les plus importants de l’idéologie du mouvement est le renoncement à l'arrivée au pouvoir de DSPA comme groupe organisé. Le but principal de DSPA est d'initier un mouvement de résistance de masse contre le système capitaliste.

## Autres objectifs
- Participer à la campagne de lutte pour les droits des simples citoyens: ouvriers, étudiants, groupes civils locaux;
- Expliquer l’unité d’intérêts des organisations civiles et ouvrières;
- Promouvoir l’idéal socialiste dans les mouvements sociaux primaires.

DSPA est une organisation de réseau. Toutes les décisions dans le cadre du Mouvement sont adoptées par consensus. Chacun qui est d'accord avec le Manifeste de DSPA et qui participe aux actions pratiques du Mouvement est considéré comme un militant de DSPA.

## Histoire de DSPA
Avant les actions pratiques directes, le Mouvement a eu une période préparatoire, au cours de laquelle les militants discutaient sur des questions de la théorie, de l'idéologie et de la pratique, se mettaient en rapport avec les autres groupes de gauche. 

## Actions
La voie principale de l'activité de DSPA sont les actions de la rue. En moyenne DSPA mène 3-4 actions pratiques directes par mois. Les militants de DSPA estiment que les actions doivent attirer l'attention du peuple sur des importantes questions publiques ; elles doivent aussi faire de ces questions l’objet d'une discussion publique.

## Coopération avec le mouvement ouvrier et civil
En dehors de la réalisation des actions DSPA participe au mouvement syndical et aux mouvements sociaux, surtout ceux qui luttent contre la construction illégale.